# 비데하
비데하(산스크리트어: विदेह, 프라크리트어: 𑀯𑀺𑀤𑁂𑀳)는 후기 베다 시대에 비하르 북부를 중심으로 존재하던 고대 인도의 국가이다. 기원전 7세기경 비데하는 자나카 왕의 통치하에 전성기를 맞이하였으며, 자나카가 야즈나발키야 등의 베단타 학자들을 후원함으로써 비데하는 우파니샤드 사상의 중심지로서 자리매김하였지만 기원전 6세기 경부터 점차 쇠퇴하였으며, 이후 십육대국 시대에 밧지 연맹의 구성 부족 중 하나가 되었다.

## 위치
비데하 왕국의 국경은 서쪽의 사다니라강, 동쪽의 카우시키강, 남쪽의 갠지스강, 북쪽의 히말라야산맥이었다. 사다니라강 서쪽에는 비데하의 이웃인 코살라 왕국이 있었다.
사다니라강과 카우시키강은 후기 비데하 공화국의 서쪽과 동쪽 경계로 남아 있었지만, 그 영토는 이전 비데하 왕국의 북쪽 부분 만 포함했기 때문에 후자는 마하비데하라고 불렸다. 비데하 공화국은 히말라야산맥의 산기슭을 따라 지금의 타라이 지역과 네팔의 남동부 지역, 그리고 낮은 산맥을 포함한 네팔의 남동부 지역과 현재 인도의 비하르주 북부 지역에 위치했다. 말라 공화국은 공화정 시대에 사다니라강 서쪽에 위치한 비데하의 이웃이었다.

## 이름
비데하라는 이름은 산스크리트어로 비데가인 이름의 프라크리트어 버전이다. 비데하의 수도는 미틸라라는 도시였는데, 그 이름은 비데하 왕 미티의 이름에서 유래했다.

## 역사

### 왕정 시대
비데하족은 대마가다 문화권의 동부 갠지스 평원에 있는 인도아리아인 부족이었다. 비데하 왕국은 기원전 800년경에 세워졌는데, 마하고빈다숫타에 따르면 레누 왕이 청지기 마하고빈다 조티팔라의 도움을 받아 세웠으며, 서기 5세기 불교 주석가 붓다고사는 만다타 왕이 푸바비데하("옛 비데하")라고 부르는 곳에서 정착민들과 함께 식민지를 건설했다고 주장했다. 프라크리트어로 "성벽이 없는"이라는 뜻의 비데하는 "성벽의 파괴자"라는 의미로 사용된 별명이다.
비데하족이 인도아리아인임에도 불구하고, 이들은 완전히 브라만화되지 않았고, 비베다 인도아리아인들이 사는 대마가다의 동쪽에 위치한 비베다 인도아리아인 카시족 및 코살라족과 함께 초기부터 긴밀한 문화적 관계를 맺었으며, 고대 남아시아 문학에서 지속적으로 언급되었다. 따라서 브라만 문헌에서는 이들을 쿠루족, 판찰라족, 마츠야족, 수라세나족처럼 베다의 의식과 관습을 따르는 브라만교의 땅인 마디야마디시(Madhyama-Diś)로 분류하지 않고 카시족, 코살라족, 마가다족, 앙가족과 함께 프라시아("동양인"이라는 뜻)로 분류해 집단화시켰다. 브라만 문헌은 또한 비데하와 마가다를 브라만화된 쿠루-판찰라보다 명성이 낮고 혼합 카스트를 지칭하는 언어를 사용하는 곳으로 언급했다.
초기 브라마나 시대의 비데하는 기원전 900년경부터 기원전 700년경까지 왕정으로 구성되었다. 비데하의 왕으로 추정되는 미틸라는 자신의 이름을 부족의 수도인 미틸라로 지었다.
코살라의 브라만화 직후인 후기 브라마나 시대에 비데하는 브라만화되었다. 이러한 비데하의 브라만화는 자나카 왕이 다스리던 시기에 브라만 신교리의 주요 후원자 중 한 명이자 쿠루-판찰라 베다 현자 웃달라카 아루니의 제자였던 푸로히타 야즈나발키야의 주도로 일어났다. 야즈나발키야와 자나카는 함께 우타라파타의 판디타들에게 정신적이고 지적인 지도력을 제공했다. 그리고 비데하는 이전에는 바라타바르샤의 네 개의 고대 성지에 포함되지 않았지만, 다르마샤스트라 문헌들이 이곳을 순수한 땅으로 인정했기 때문에 신성함을 얻기에 이르렀지만, 이후 마누 법전에서는 프라시아 비-베다계 인도-아리아 부족에 반대하는 브라만 전통을 따라 비데하를 경멸적으로 언급한다.
비데하족, 카시족, 코살라족 간의 밀접한 관계는 브라만화 이후에도 지속되었는데, 한 때 잘라 자투카르니야는 세 왕국 모두의 푸로히타였고, 코살라의 왕 히란야나바의 후손인 파라 아트나라 왕은 비데하와 코살라 모두를 지배했다.
비데하의 왕정 시대는 150년에서 200년 동안 지속되었으며, 이 시대 동안 비데하 왕들의 최대 추정 수는 8명에 달한다.

### 공화정 시대
고타마 붓다의 생애 직전 혹은 그 시기인 기원전 7세기 혹은 6세기경, 리차비족이 비데하 왕국의 영토를 침략하여 일시적으로 미틸라를 점령하고, 그곳에서 비데하의 영토를 가장 잘 관리할 수 있었다. 공화정인 리차비족이 비데하를 점령한 결과, 이미 약화된 비데하 왕정은 비교적 평화적으로 무너지고 가나상가 공화정으로 대체되었다.
갠지스강의 남쪽으로 마가다의 세력이 확장하자 리차비족은 옛 마하비데하 왕국의 영토 남부에 공화국을 세우고 정치의 중심지를 바이샬리로 옮겼으며, 미틸라를 중심으로 한 새로운 비데하 공화국은 오직 마하비데하의 북쪽만을 포함하는 제한된 영토에 존재했다. 리차비족에 복종한 많은 비데하 귀족들이 바이샬리로 이주하는 데 동참했고, 따라서 리차비를 지배하는 귀족 의회의 일원이 되었다. 또한 비데하 정치인들은 바이샬리로 이주하여 그곳에서 높은 지위를 얻었는데, 비데하 장관 사칼라는 동료들의 질투를 피해 도망쳐야 했고, 바이샬리로 이주하여 나야카로 선출되었으며, 사칼라는 두 아들 고팔라와 심하를 낳았는데 둘 다 바이샬리 여인들과 결혼했고, 심하의 딸 바사비는 마가다 국왕 빔비사라와 결혼했다.
이후 리차비족은 옛 마하비데하 왕국 영토 내에서 주도적인 세력이 되었으며, 리차비 의회는 이 영토에 대한 주권 및 최고 권리를 보유하고 비데하 크샤트리야들은 미틸라 주변에 거주하는 크샤트리야 의회와 리차비 의회의 이름으로 통치했다. 따라서 비데하 공화국은 리차비족의 상당한 영향을 받았으며 그들이 이끄는 임시 연맹인 밧지 연맹의 가장 중요한 두 구성원 중 하나로 후자에 합류했으며 비데하 라자들은 18명으로 구성된 밧지 평의회의 비리차비 의석 9개 중 결정되지 않은 수의 의석을 차지했다. 비데하는 밧지 연맹의 주요 회원국임에도 불구하고 리차비족이나 말라족에 비해 그 내부에서 작은 세력이었고, 비데하는 비데하 외교 정책을 완전히 장악한 리차비족의 관리 아래 국내 행정에 관한 연맹 내의 제한된 자치권을 유지했다. 비데하 공화국은 말라 공화국 등 밧지 연맹의 다른 회원국들과 좋은 관계를 유지했지만, 가끔 여러 연맹 회원국들 사이에 다툼이 있었다.
석가모니 생전에 비데하는 브라만교를 버리고 불교를 받아들였다.
석가모니가 죽은 후, 리차비족, 말라족, 샤카족은 그의 유물에 대한 소유권을 주장했지만, 비데하족과 나야족은 리차비족의 종속 부족이라 소유권을 주장할 수 없었기 때문에, 그들은 소유권을 주장하는 국가 목록에 나타나지 않았다.

#### 마가다의 정복
원래 비데하족이 속한 밧지 연맹을 이끌었던 리차비족과 남쪽 이웃 나라인 마가다 왕국과의 관계는 좋았으며, 마가다의 왕 빔비사라의 아내는 리차비족 사칼라의 아들 심하의 딸인 바이샬리 공주 바사비였다. 그럼에도 불구하고 리차비와 마가다는 석가모니 사후 그의 유물을 획득하기 위해 말라의 수도 쿠시나가라에서 경쟁하는 등 간헐적으로 긴장이 있었다.
또 다른 경우에 리차비족은 한때 갠지스강 건너편에서 마가다 영토를 침공했으며 어느 시점에서 마가다와 리차비 사이의 관계는 리차비족이 마가다 왕 빔비사라에 대해 저지른 중대한 범죄의 결과로 영구적으로 악화되었다.
리차비와 마가다 사이의 적대감은 빔비사라를 죽이고 마가다의 왕좌를 찬탈한 아자타샤트루의 통치하에 계속되었다. 마침내 리차비는 그의 의붓동생이자 앙가의 총독인 베할라가 아자타사트루를 상대로 일으킨 반란을 지지했다. 베할라는 그의 또 다른 리차비족의 아내인 셀라나의 아들이었다. 빔비사라는 아자타샤트루가 그를 상대로 음모를 꾸민 것이 발각되자 그에 대한 총애를 잃고 자신의 후계자로 베할라를 선택했으며, 리차비족은 아자타샤트루가 왕위를 찬탈한 후에 비올라를 마가다의 왕좌에 앉히려고 시도했고 베할라가 그의 반란의 근거지로 그들의 수도 바이샬리를 사용하도록 허락했다. 이 반란이 실패한 후, 베할라는 밧지 연맹의 수도인 바이샬리로 도망갔고, 아자타샤트루는 밧지 연맹과 반복적으로 협상을 시도했지만 결국 실패로 끝나자 기원전 484년 밧지 동맹에 전쟁을 선포했다.
리차비와 마가다 사이의 긴장은 리차비족이 이끄는 바지카 연맹이 정기적으로 모든 귀중품을 코지가마에서 수집하고 마가다에게 아무 것도 맡기지 않는 강가의 코지가마의 마가다-리차비 공동 국경 초소를 처리하면서 악화되었다. 따라서 아자타샤트루는 그에 대한 보복으로 밧지 동맹을 파괴하기로 결정한 것이지만, 또 다른 이유는 그의 어머니 바사비가 비데하의 후손인 리차비 공주였기에 그가 야심한 제국 건설자로서 당시 밧지 동맹의 일부였던 옛 마하비데하 왕국의 영토에 눈독을 들였기 때문이다. 밧지 동맹에 대한 아자타사트루의 적대감은 또한 마가다와 밧지 연맹 사이의 정치적 조직의 형태가 다른 결과로서, 전자는 군주제이고 후자는 공화제이며, 고대 그리스 왕국의 스파르타가 아테나이의 민주적인 정부 형태에 반대하는 것, 그리고 고대 마케도니아 왕 필리포스 2세와 아테나이와 테바이 공화국 사이의 적대 관계와 크게 다르지 않았다.
또한 아자타사트루는 밧지 연맹의 주요 회원국이었던 비데하 공화국을 위협했고, 따라서 비데하 공화국은 이 연맹의 다른 남부 부족들과 함께 마가다에 맞서 싸웠다. 밧지 연맹의 군대는 초기에 아자타샤트루가 그들을 상대로 성공하기에는 너무 강했고, 기원전 468년까지 마침내 밧지 연맹을 패배시키고 비데하를 포함한 영토를 합병하기 위해 10년에 걸쳐 외교와 음모에 의존해야 했다. 마가다의 정복 이후 비데하에 대한 언급은 사라졌고, 차나키야와 파니니는 이들을 독립적인 정치 세력으로 언급하지 않고 대신 브리지(밧지 연맹이라는 이름으로 알려진 마하-비데하의 나라)의 일부로 편입시켰다.

## 정치

### 왕정 시대
비데하의 왕들은 '비데하의 군주'라는 뜻의 '비데하' 또는 '베데하'라는 칭호를 받았다.

### 공화정 시대

#### 의회
리차비족과 마찬가지로 비데하 공화국도 자신들의 통치 의회를 가지고 있었다. 비데하족은 밧지 연맹의 다른 부족들과 마찬가지로 크샤트리아 부족이었지만, 비데하족의 의회는 리차비족 의회보다 규모가 작았고, 크샤트리아가 아닌 가문의 우두머리들도 참여할 수 있었지만, 브라만이 의원이 되거나 브라만 가문의 우두머리로서 영향력을 행사할 수 있었고, 미틸라가 무역의 중심지였기 때문에 부유한 상인들도 의회의 구성원이 되거나 영향력을 행사할 수 있었다. 크샤트리아 부족의 우두머리 6,000명은 리차비 의회의 구성원이 되는 것과 유사하게 비데하 의회 내에서 자동적으로 구성되었다.
리차비 의회와 마찬가지로 비데하 의회는 일반적으로 1년에 한 번만 모였지만 회의 장소로 산타가라를 소유했다.

#### 가나무키야 (수반)
가나무키야("공화국의 수반")는 시민 단체에 의해 선택된 수반이었고, 비데하 또는 베데하("비데하의 군주")라는 오래된 칭호를 유지했다. 가나무키야의 자리는 그의 씨족과 영향력 있는 사람들의 지지를 받은 크샤트리아만이 선출될 수 있었고, 그의 선출 기준은 개인적인 리더십, 힘, 웅변, 인기를 포함했다.
리차비족의 가나무키야처럼 비데하족의 가나무키야는 우파라자(부왕), 세나파티(장군), 반다가리카(회계)와 함께 권력을 공유했다.

#### 평의회
비데하 의회는 1년에 한 번만 열렸기 때문에 비데하 공화국을 통치하기 위해 더 자주 회의를 했던 것은 의회의 내부 기관인 평의회였다. 비데하 평의회는 비록 실질적으로는 리차비족의 행정하에서 비데하 공화국의 최고 권력을 쥐고 있었지만, 공화국 내부 행정의 최고 권위를 가진 기관이었다.
이 평의회는 리차비족과 유사하게 의회 내에서 선출된 평의원들로 구성되었으나 그 규모는 더 작았고 공화국의 행정을 담당하고 의회에 중요한 조치를 권고하는 가나무키야와 3명의 의원 라자로 총 4명의 라자로 구성되었을 수 있다. 평의회는 또한 다른 국가의 사절을 접견하여 의회의 이름으로 중요한 결정을 내렸고, 이를 승인해야 했다.

## 문화
비데하의 특이한 관습은 모든 마을과 마을에 기녀가 있었고, 비데하족은 가장 아름답다고 여겨지는 찬양자, 악기 연주자, 무희들로 구성된 악단을 지지고 있었다.
국가 차원에서는 미인대회를 열어 국가 전체에서 누가 가장 아름다운지를 선발하였다. 상당한 아름다움과 매력 등의 재능과 특질을 갖추고 춤과 음악에 뛰어난 이 여인은 평범한 혼인생활을 할 수 없게 되었고, 대신 나가라바두("공화국의 궁녀")로 발탁되어 정치적 영향력을 가진 공인으로서의 삶을 보냈다. 비데하의 그런 궁녀 중 한 사람이 핑갈라였는데, 이는 후기의 본문인 바비스야타 푸라나에 언급되어 있다.

## 유산
굽타 시대를 기점으로 미틸라와 티라부크티라는 이름이 비데하를 대체하여 마하비데하 왕국의 옛 영토 전체를 칭하게 되었다.
비데하와 미틸라는 후기 이타하사 문헌인 라마야나와 마하바라타에 등장하며, 특히 라마야나에서는 비데하의 공주 시타가 여주인공으로 등장한다. 이 서사시들의 서사는 비데하의 왕정 시대를 기반으로 한다.

## 통치자
다음은 비데하를 통치한 32명의 왕들의 목록이다:
1. 미티 - (미틸라의 창립자이자 비데하의 시조)[5]
2. 우다바수
3. 난디바르다나
4. 스케투
5. 데바라타
6. 브리하드브라타
7. 마하비라
8. 수드리티
9. 드리스타케투
10. 하리야스바
11. 마루
12. 프라틴다카
13. 크리티라타
14. 데바미다
15. 비부타
16. 마히드라타
17. 키르티라타
18. 마호라마
19. 스바르노라마
20. 흐라스바로마
21. 시라드바자 (시타의 아버지)
22. 바누마안
23. 샤타듐나
24. 슈치
25. 오르자나마
26. 크리티
27. 안자나
28. 쿠루짓
29. 아리쉬타네미
30. 슈루타유
31. 수파르쉬바
32. 스린자야
33. 크셰마비
34. 아네나
35. 바우마라타
36. 사티야라타
37. 우파구
38. 우파굽타
39. 스바가타
40. 스바난다
41. 수바르차
42. 수파르슈와
43. 수바샤
44. 수슈루타
45. 자야
46. 비자야
47. 리타
48. 수나야
49. 비타하비아
50. 드리티
51. 바훌라쉬와
52. 크리티 - (비데하의 마지막 왕인 그는 자신의 신민에 대한 통제력을 잃은 잔혹한 통치자였다. 그는 아차리야(학식 있는 사람)의 지도 아래 대중에 의해 폐위되었다.

비데하 왕정이 멸망한 이 시기에, 유명한 리차비 공화국이 바이샬리에서 부상하고 있었고, 기원전 8세기경에 미틸라 지역이 밧지 연맹의 리차비 씨족의 지배하에 놓였다.

## 같이 보기
- 마이틸인
- 베다 시대
- 미틸라
- 인도의 역사
- 힌두교의 역사
- 자나파다

## 참고 문헌
- Jain, Pannalal (2015), 《Uttarapurāṇa of Āchārya Guṇabhadra》, Bhartiya Jnanpith, ISBN 978-81-263-1738-7
- Mahabharata of Krishna Dwaipayana Vyasa, translated to English by Kisari Mohan Ganguli
- 《The Geography of India: Sacred and Historic Places》. Britannica Educational Publishing. April 2010. ISBN 9781615302024.
- Sharma, J. P. (1968). 《Republics in Ancient India, C. 1500 B.C.-500 B.C.》. Leiden, Netherlands: E. J. Brill. ISBN 978-9-004-02015-3.